# Влахина
Влахина или Влајна (мкд. Влаина, буг. Влахина) је планина која се налази на граници Северне Македоније и Бугарске. Највиши врх је Кадица (1.932 м). Најближи градови су Пехчево и Симитли.